# شیدا محمدی
شیدا محمّدی (به انگلیسی: Sheida Mohamadi) (زادهٔ ۱۲ اسفند سال ۱۳۵۴ خورشیدی) شاعر، داستان‌نویس، نویسنده و روزنامه‌نگار ایرانی-آمریکایی است. او همچنین عضو انجمن قلم آمریکا است. تحصیلات خود را در زمینهٔ «زبان و ادبیات فارسی» تا مقطع لیسانس ادامه داد. حوزهٔ علاقمندی او همواره ادبیات و نقاشی بوده‌ است. طراحی و نقاشی را ابتدا نزد هانیبال الخاص به مدت کوتاهی آموخت، سپس نزد استاد گنجی، رنگ روغن را فرا گرفت. او به دلیل تغییر بنیادین مواضع در حرفهٔ روزنامه‌نگاری خود از سال ۱۳۷۸ تا ۱۳۸۲ خورشیدی دربارۀ زنان و حقوق آنها شناخته می‌شود. وی در همان سال ایران را ترک کرد و در آمریکا ساکن شد. او چندین مجموعهٔ شعر دارد.
شیدا محمدی اولین شاعر میهمان در مرکز ایران‌شناسی «ساموئل جردن» در دانشگاه کالیفرنیا، ارواین (۲۰۱۷–۲۰۱۵ میلادی) است. او همچنین در سال ۲۰۱۰ میلادی شاعر میهمان در دانشگاه مریلند بود.
شیدا محمدی به عنوان یکی از برجسته‌ترین نویسندگان معاصر فارسی در سال ۲۰۱۰ میلادی توسط دانشنامهٔ بریتانیکا شناخته شد.

## زندگی
شیدا محمّدی متولد ۱۲ اسفند سال ۱۳۵۴ خورشیدی در تهران است. تحصیلات خود را در زمینهٔ «زبان و ادبیات فارسی» تا مقطع لیسانس ادامه داد؛ در دورهٔ پایانی دانشگاه؛ در سال ۱۳۷۸ خورشیدی با چاپ داستان‌هایش در روزنامهٔ «جام جم» جذب روزنامه‌نگاری شد و فعالیتش را همزمان در زمینهٔ فرهنگی، ادبی و اجتماعی آغاز کرد.
علاقمندی او به نوشتن و جسارتش در خلق موضوعات بدیع و گپ و گفتگو با هنرمندان برجسته؛ راه پیشرفت را برای او هموار کرد.
چاپ کتاب «مهتاب دلش را گشود... بانو!» در سال ۱۳۸۰ خورشیدی توسط: نشر تندیس، نقطهٔ عطف تازه‌ای در زندگی او شد. نثر شاعرانه این کتاب با همه کاستی‌هایش او را به محافل ادبی و هنری ایران پیوند داد. در این زمان؛ در صفحهٔ «فرهنگی هنری» روزنامهٔ همشهری قلم می‌زد. کارشکنی‌ها و عدم چاپ مقالات و گزارشات وی در تمام سال‌های روزنامه‌نگاری باعث جابجایی یا بیکاری او شد.
از مرداد ماه سال ۱۳۸۱ خورشیدی دبیر صفحهٔ «زنان» در روزنامهٔ ایران بود که پس از مدتی به علت حساسیت‌های مسئولین نسبت به مسئلهٔ زنان، این صفحه نیز تعطیل شد.
در این فاصله شعرها و داستان‌های وی در مجلات «نافه»، «عصر پنج شنبه»، «کارنامه» و روزنامه‌های «همشهری»، «ایران جمعه» و بعدها در «اعتماد»، «جمهوریت» و «وقایع الاتفاقیه» و… به چاپ رسیده‌ است.
در بهار سال ۱۳۸۲ دبیر تحریریهٔ مجلهٔ فرهنگستان هنر بود که پس از یک شماره به علت کمبودها و عدم رضایت از سیستم اداری مسلط بر مجله، استعفا داد.
در تابستان همان سال گزارشات اجتماعی او تیتر اول روزنامهٔ ایران بود. شیدا محمدی در پاییز سال ۱۳۸۲ از ایران خارج شد و از پاییز سال ۱۳۸۳ خورشیدی در کالیفرنیا مقیم است. آثار او در این مدت؛ در مجلات سیمرغ، آرش، نامهٔ کانون نویسندگان در تبعید و روزنامهٔ شهروند کانادا و… به چاپ رسیده‌ است.
رمانِ افسانۀ بابا لیلا چندین سال در انتظار مجوز وزارت ارشاد بود که در نهایت در پاییز ۱۳۸۴ خورشیدی با حذف ۴۴ مورد و ۳۳ بار تغییر در محتوا به چاپ آن رضایت داده شد.
در کالیفرنیا به دعوت منصور خاکسار و مجید نفیسی به گروه ادبی «دفترهای شنبه» پیوست و جلسه‌های شعرخوانی، داستان خوانی و سخنرانی بسیاری را برگزار نمودند.
از سال ۲۰۱۰ میلادی به صورت جدی و حرفه‌ای در ایالات متحدۀ آمریکا به تدریس شعر و ادبیات معاصر فارسی شامل ادبیات مهاجرت، ادبیات زنان و همچنین زبان فارسی به دانشجویان بوده است.
در سالهای ۲۰۱۷–۲۰۱۵ میلادی که به عنوان شاعر میهمان و محقق در مرکز ایران‌شناسی «ساموئل جردن» در دانشگاه کالیفرنیا، ارواین بود، نتیجۀ تحقیقاتش دربارۀ "سیر تغییر و تحول زبان فارسی در این چهل سال اخیر"، "ضرورت ادبیات در دنیای معاصر" "معنای شادی و شادمانگی"، "عشق و معشوق" و یا معنای نوستالژی در اشعار کلاسیک و همچنین "تاریخچۀ شعر مینیمال" در ایران را به صورت مجموعۀ سخنرانی برای عموم در اختیار مشتاقان قرار داده است. شیدا محمدی در مرداد ۱۳۹۵ خورشیدی انتشار اولین مجلد، دو ماهنامۀ ادبیات و اندیشه خود را با عنوان طرح آغاز کرد که به شعر، داستان کوتاه و هنر معاصر ایران می‌پردازد.
از وی تا کنون شش کتاب و یک کتاب صوتی منتشر شده‌ است؛ اشعار او به زبان‌های مختلف از جمله: انگلیسی، فرانسوی، عربی، چکی، آلمانی، ترکی، کُردی و سوئدی ترجمه شده‌است.
او هم اکنون مشغول ادامۀ تحصیل در مقطع کارشناسی ارشدِ رشتۀ علوم ارتباطات در دانشگاه پردو می باشد.

## آثار[۸]
- مهتاب دلش را گشود... بانو!، (رُمان)، ۱۳۸۰ خورشیدی، نشر تندیس.[۱۴]
- افسانۀ بابا لیلا، (رُمان)، که از سال ۱۳۸۲ خورشیدی در انتظار مجوز وزارت ارشاد بود و سرانجام در زمستان ۱۳۸۴ خورشیدی توسط نشر تندیس منتشر شد.
- عکس فوری عشقبازی، (مجموعهٔ شعر)، ۱۳۸۶ خورشیدی، نوبت اول، نشر به صورت چاپ افست / زیرزمینی در ایران، به چاپ رسید و آمازون آنرا در سال ۲۰۱۳ میلادی در آمریکا منتشر کرد. چاپ سوم این کتاب در جولای ۲۰۱۶ میلادی توسط نشر طرح منتشر شده است.[۱۵][۱۶]
- یواش‌های قرمز، (مجموعهٔ شعر)، ۱۳۹۴ خورشیدی، نشر ناکجا.[۱۷][۱۸]
- تا پلکم مژه می‌زند، طاووس می‌شوی، (مجموعهٔ شعر مینیمال به همراه برخی عکس‌های او و کوروش بیگ‌پور)، ۱۳۹۵ خورشیدی، نشر مرکز ایران‌شناسی «ساموئل جردن» در دانشگاه کالیفرنیا، ارواین.[۱۹][۲۰]
- مرا برابر غبار در آغوش گیر (Hug Me Against the Haze)، (مجموعه‌ای از اشعار او که از فارسی به انگلیسی ترجمه شده‌است)، ۱۳۹۵ خورشیدی، نشر دانشگاه کالیفرنیا، ارواین.[۲۱][۲۲]